# Amager Kort
Amager Kort A.m.b.A. er et konto og kortselskab, som udsteder en kreditfacilitet i form af et konto- og kreditkort (under navnet Amager Kort) med løbende kredit. Kortet giver kunder mulighed for at handle i godt 180 forretninger, serviceleverandører m.v. fordelt på hele Amager (pr. 2007) og dernæst fordele betalingen over en række måneder. Administrationen, som står for kontoringens daglige drift, har til huse i Amager Centret og dens primære virksomhed er at udstede kontokortet samt et gavekort.
Amager Kort blev startet i 1975 som et samarbejde mellem forretningerne på Amagerbrogade og i Amager Centret. Formålet var at tilbyde amagerkanerne samme kreditmuligheder som kunne opnås i stormagasiner i Københavns centrum og butikscentre rundt om i Københavnsområdet. På daværende tidspunkt kunne kortet kun anvendes i 18 forretninger.
I 1982 var Amager Kort sponsor for Fremad Amager.

## Ekstern henvisning
- Amager Korts officielle hjemmeside Arkiveret 3. april 2007 hos  Wayback Machine